# 日本作曲大賞
日本作曲大賞（にほんさっきょくたいしょう）は1981年から1991年まで開催されていたTBSの音楽祭である。主催は日本作曲家協会。
本稿では、同じ日本作曲家協会が主催する日本作曲家協会音楽祭についても取り上げる。

## 概要
その名のとおり、作曲家が受賞する音楽賞であった。
日本作曲家協会は既に日本レコード大賞を単独で主催し現在も継続しているが長年テレビ、ラジオの中継を行うTBSの主催と誤解されるケースが度々あった。また、日本作詩家協会が主催する日本作詩大賞のようにその年に発表された曲を作詩した人のみに表彰する賞はあるが作曲した人のみ表彰する賞がなかったことや日本作詩大賞が1978年からNHKでテレビ中継を開始し高視聴率を挙げたことからこれに対抗する形で始めたのが本賞である。
1989年（第9回）には選考委員の公開ディスカッションで大賞を決めたり1990年（第10回）からは公募によるオリジナル作品に絞るなど日本レコード大賞や日本作詩大賞との差別化を図った。
受賞作は後述の通りだが同じ年の日本レコード大賞と同時に受賞したのは1982年（第2回）の『北酒場』だけだった。また、同じ年の日本作詩大賞と同時に受賞したのは一つもなかった。
TBSは東京音楽祭、日本レコード大賞と並ぶ1980年代を代表する大型音楽祭として開催していたが、1990年代に入り、大衆化などで終了した。本賞が終了した翌年（1992年）には東京音楽祭も終了した。TBSは1993年以降、日本レコード大賞と1980年代半ばから放送時刻をゴールデンタイムに移行した全国有線音楽放送協会（略称：全音協）が主催する日本有線大賞との2本立てで日本有線放送大賞が終了した2018年まで続き2023年現在は日本レコード大賞のみ放送している。
一方、日本作曲家協会は本賞終了後日本レコード大賞に一本化されたが2008年からは日本作曲家協会音楽祭を毎年開催している。2022年は東京都北区王子にある北とぴあ・さくらホールで行われ3年ぶりの有観客開催だった。日本作曲大賞の事実上の後継の大会だが表彰されるのは作曲家が主体ではなく歌手が主体であることが本賞との大きな違いである。主な賞に特別選奨、奨励賞、ベストカラオケ賞、ベストパフォーマンス賞、ロングヒット賞がある。またソングコンテストグランプリも併せて行われ課題曲に対して同協会の会員や一般の応募作品の中からグランプリ、最優秀作曲賞、優秀作曲賞が贈られる。ソングコンテストグランプリの課題曲には日本作詩家協会の協力で作詩を公募して課題曲を作詩した人にも表彰される。この大会の模様は2014年よりBSテレ東で放送している。同年から司会は同局の親会社でもあるテレビ東京のアナウンサーが務めている。同局は2018年からは本賞を制定するきっかけになった日本作詩大賞も放送している。

## 司会
- 土居まさる（第1回）
- 関口宏、楠田枝里子（第2-4回）
- 三枝成彰、三雲孝江（第6、7回）
- 堀内孝雄（第9回）

## 歴代大賞受賞曲
| 回 | 年度               | 作曲者     | 曲名                   | 歌手         |
| -- | ------------------ | ---------- | ---------------------- | ------------ |
| 1  | 1981年（昭和56年） | 松任谷由実 | 守ってあげたい         | 松任谷由実   |
| 2  | 1982年（昭和57年） | 中村泰士   | 北酒場                 | 細川たかし   |
| 3  | 1983年（昭和58年） | 来生たかお | セカンド・ラブ         | 中森明菜     |
| 4  | 1984年（昭和59年） | 佐藤隆     | 桃色吐息               | 髙橋真梨子   |
| 5  | 1985年（昭和60年） | 玉置浩二   | 悲しみにさよなら       | 安全地帯     |
| 6  | 1986年（昭和61年） | 三木たかし | 時の流れに身をまかせ   | テレサ・テン |
| 7  | 1987年（昭和62年） | 林哲司     | 思い出のビーチクラブ   | 稲垣潤一     |
| 8  | 1988年（昭和63年） | 中崎英也   | 静かにきたソリチュード | 今井美樹     |
| 9  | 1989年（平成元年） | 猪俣公章   | ふりむけばヨコハマ     | マルシア     |
| 10 | 1990年（平成2年）  | 岩上峰山   | 7時25分                |              |
| 11 | 1991年（平成3年）  | 立木恵章   | もしもあなたなら       |              |

## スタッフ
第1回
- 監修：保富康午
- 構成：秋元康他
- 音楽：服部克久
- 演奏：岡本章生とゲイスターズ、ベストアンサンブル
- 指揮：長洲忠彦
- プロデューサー：斎藤正人
- 演出：島津剛史
- 製作著作：TBS
- 主催：社団法人 日本作曲家協会